# Saül le furieux
Saül le furieux est une tragédie de Jean de La Taille publiée en 1572.

## Sujet
C'est « une tragédie biblique représentant la chute du premier roi israélite et son suprême effort pour faire face au terrible jugement prononcé contre lui par le Seigneur. » (E. Forsyth)

## Résumé
Acte I : dans sa folie Saul veut tuer ses enfants.
Acte II : revenu de sa folie, Saül écoute son écuyer qui lui dit de ne pas désespérer de Dieu.
Acte III : Saül consulte la sorcière d'Endor.
Acte IV : après la mort de ses enfants Saül veut mourir et rejoint la mêlée.
Acte V: Saül s'est suicidé sur le corps de son plus glorieux fils. David son successeur lui rend hommage.

## Éditions modernes
- A. Werner, 1908.
- Saul le furieux ; La Famine ou les Gabéonites, Elliott Forsyth, Paris, Nizet, 1968.
- Sur Gallica